# Britische Klasse 450
Die Fahrzeuge der britischen Klasse 450 (Class 450) sind vierteilige elektrische Nahverkehrstriebzüge (EMU – electric multiple unit) aus dem von Siemens Transportation Systems entwickelten Fahrzeugkonzept Desiro.

## Hersteller und Betreiber
Im Jahre 2001 erhielt die Firma Siemens Transportation Systems den Auftrag über 110 vierteilige Triebzüge, und im Jahre 2005 über weitere 17 Vierteiler, in deren Werk in Krefeld-Uerdingen die Produktion der End- und in Wien der Mittelwagen, stattfand. Im Auftrag enthalten ist die Wartung über 25 Jahre im Eisenbahndepot Bournemouth West in Northam nahe Southampton. Die Inbetriebsetzung erfolgte im Prüfcenter in Wegberg-Wildenrath. Betreiber ist die britische Eisenbahngesellschaft South West Trains.

## Umbau zur Klasse450/5
Im Eisenbahndepot Bournemouth West in Northam wurden in der ersten Jahreshälfte 2008 28 Züge von Siemens zur Reihe 450/5 „High Capacity“ umgebaut. Der etwa dreiwöchige Umbau eines Zuges wird die Kapazität erhöhen. Dafür werden Sitze im Eingangsbereich ersetzt und neue Haltestangen und Abfalleimer eingebaut. Im erste-Klasse-Bereich werden dazu die Zwischentüren des Abteils entfernt. Die Zeit der Außerbetriebsetzung der Fahrzeuge wird auch dazu genutzt, verkratzte Scheiben gegen neue mit kratzfester Oberfläche zu ersetzen sowie die Toiletten mit einem Graffiti-resistenten Anstrich zu versehen.

## Strecken
Eingesetzt werden die Triebzüge seit 2004 auf den vom Londoner Bahnhof Waterloo ausgehenden meistbefahrenen Vorortstrecken in den Südwesten von England.
Das sind im Einzelnen:
- Waterloo nach Alton
- Waterloo nach Basingstoke
- Waterloo nach Reading
- Waterloo nach Southampton Central
- Waterloo nach Weybridge (via Hounslow)
- Waterloo nach Windsor und Eton Riverside
- Basingstoke nach Brighton (via Fareham)
- Ascot nach Guildford
- Portsmouth nach Southampton
- Wareham nach Brockenhurst